# Reformas Tenpō
As Reformas Tenpō (天保の改革, tenpō no kaikaku) foram um conjunto de políticas económicas introduzidas em 1842 pelo shogunato Tokugawa no Japão. Essas reformas visaram resolver os problemas percebidos nos sistemas militares, económicos, agrícolas, financeiros e religiosos.
As mudanças foram destinadas a resolver os problemas da política local. A percepção de necessidade de mudanças levou à prisão de várias e importantes figuras políticas assim como escritores. As reformas tornaram-se num percursor das reformas iniciadas após a Restauração Meiji, duas décadas depois.
Estes foram, em sua maioria, instituídas por Mizuno Tadakuni. Notavelmente, as restrições ao entretenimento foram aplicadas apenas por ele, e quando foi afastado do governo em 1845, deixaram de ser cumpridas.
Foi proibida a imigração a Edo, a formação de sociedades assim como o rangaku (aprendizagem holandesa). As famílias foram obrigadas a registarem-se no santuário xintoísta mais próximo a 16 de janeiro e 16 de junho de cada ano. Mensalmente era realizada um festival, reunião ou peregrinação sintoísta.